# Rhipidia longispina
Rhipidia longispina är en tvåvingeart som beskrevs av Alexander 1922. Rhipidia longispina ingår i släktet Rhipidia och familjen småharkrankar. Inga underarter finns listade i Catalogue of Life.